# Renan Couoh
Renan Arturo Couoh Escobedo (ur. 1 marca 1959 w Tixkokob) – meksykański trener piłkarski związany z Belize.

## Życiorys
Couoh pochodzi z miasteczka Tixkokob w stanie Jukatan. W szkole podstawowej trenował baseball i był powoływany do juniorskiej reprezentacji Jukatanu. Jako trzynastolatek zdecydował się jednak uprawiać piłkę nożną i w kolejnych latach grał w lokalnych ligach amatorskich. Następnie zorganizował szkółkę juniorską w Salvador Alvarado, jednej z dzielnic Tixkokob. W 1992 roku już na większą skalę założył szkółkę piłkarską Los Venaditos, która niebawem stała się jedną z bardziej rozpoznawalnych w regionie. Wyrobił wówczas kurs trenerski, a w latach 1994–1997 pracował jako szkoleniowiec w jukatańskiej filii akademii juniorskiej Pumas UNAM. Przez krótki czas prowadził lokalne, trzecioligowe rezerwy Pumas o nazwie Mayas-Pumas.
W 1997 roku Couoh został zaproszony do sąsiedniego Belize, gdzie objął drużynę Corozal FC z najwyższej klasy rozgrywkowej. Niedługo potem Bertie Chimilio, prezes Belizeńskiego Związku Piłki Nożnej, zaproponował mu poprowadzenie reprezentacji Belize w marcowym dwumeczu z Panamą (1:1, 0:1) w eliminacjach do Pucharu Narodów UNCAF. Pierwszy mecz Belizeńczycy zremisowali 1:1, co było zarazem pierwszym, historycznym remisem w dziejach tej reprezentacji. 
Następnie Couoh został trenerem drużyny Juventus FC, z którą w świetnym stylu wywalczył mistrzostwo Belize. Poprowadził ją w rozgrywkach Pucharu Mistrzów CONCACAF, gdzie w pierwszej rundzie Juventus sensacyjnie wyeliminował honduraski Real España (0:1, 4:1). Osiągnięcie to jest uznawane za jedno z największych w historii belizeńskiego futbolu. W drugiej rundzie Juventus odpadł z gwatemalskim Comunicaciones (0:3, 2:5), a w Pucharze Zdobywców Pucharów CONCACAF uległ honduraskiemu Platense (1:0, 1:4).
W latach 2008–2018 Couoh pracował w Belizeńskim Związku Piłki Nożnej (FFB) jako dyrektor techniczny. Był odpowiedzialny za koordynowanie reprezentacji wszystkich kategorii wiekowych i realizowanie programów mających na celu rozwój młodzieżowej piłki nożnej w Belize. Okazyjnie prowadził różne belizeńskie reprezentacje jako selekcjoner w turniejach międzynarodowych. W styczniu 2009 z seniorską reprezentacją Belize wziął udział w Pucharze Narodów UNCAF, gdzie przegrał z Hondurasem (1:2) i Salwadorem (1:4) oraz zremisował z Nikaraguą (1:1), odpadając w fazie grupowej. Pierwszą kadrę Belize prowadził ze względu na brak odpowiednich kandydatów na stanowisko selekcjonera, aż do zatrudnienia José de la Paza Herrery.
W marcu 2010 Couoh poprowadził reprezentację Belize U-21 w kwalifikacjach do Igrzysk Ameryki Środkowej i Karaibów w Mayagüez. Belizeńczycy wyeliminowali w nich Nikaraguę (1:0, 1:2) i awansowali na igrzyska, lecz męski turniej piłkarski ostatecznie nie odbył się. W grudniu 2010 kierował reprezentacją Belize U-20 w nieudanych kwalifikacjach do Mistrzostw CONCACAF U-20. W sierpniu 2013 był selekcjonerem reprezentacji Belize U-15 na Mistrzostwach CONCACAF U-15, gdzie Belizeńczycy zaprezentowali się udanie: odpadli z turnieju w fazie grupowej, lecz zanotowali w niej trzy zwycięstwa i tylko jedną porażkę. W listopadzie 2013 wraz z reprezentacją Belize U-16 wziął udział w Mistrzostwach UNCAF U-16, zajmując piąte, przedostatnie miejsce. Poprowadził także reprezentację Belize w piłce nożnej plażowej na dwóch z rzędu Mistrzostwach CONCACAF – 2015 (faza grupowa) i 2017 (13. miejsce).
Po odejściu z FFB Couoh prowadził w lidze belizeńskiej zespoły San Pedro Pirates FC (2018) oraz Altitude FC (2019). W marcu 2020 powrócił do ojczyzny, gdzie został szkoleniowcem ekipy Venados de Tixpéual z amatorskich, jukatańskich rozgrywek Primera Fuerza Estatal.